# اکتیویا
اکتیویا (انگلیسی: Activia) شرکت صنایع غذایی فرانسوی است، که در سال ۱۹۸۷ تأسیس شد.